# Ida Lanto
Ida Birgitta Lanto, född 28 januari 1989 i Litslena församling, är en svensk modedesigner, som främst skapar couture.
Lanto har studerat vid Nordisk Designskola i Borås.
Prinsessan Sofia har vid flera tillfällen burit klänningar designade av Ida Lanto. Lanto har även designat scenkläder till artister som Loreen, Sanna Nielsen, Sarah Dawn Finer, Sabina Ddumba och Ida Lantos syster, artisten Elin Lanto. 
Inför Melodifestivalen 2019 designade hon scenkläder till artisterna Wiktoria och Anna Bergendahl.
TV-personligheter som Petra Mede, Kristin Kaspersen, Renée Nyberg, Malou von Sivers, Nikki Amini, Marie Serneholt, Ebba von Sydow, Gina Dirawi, Jessica Almenäs och Tilde de Paula har också burit kläder skapade av Lanto.
Ida Lanto har även skapat brudklänningar till bland andra Petra Tungården och Johanna Lind. Hon skapade även en brudklänning till filmen Kingsman: The Golden Circle, där den bärs av Princess Tilde, spelad av Hanna Alström.
Lanto har dessutom skapat kollektionen Ida Lanto x Nelly för klädföretaget Nelly.